# Austrian Open Kitzbühel
L'Austrian Open Kitzbühel, conosciuto anche come Generali Open per motivi di sponsorizzazione, è un torneo di tennis su terra rossa che si tiene a Kitzbühel con cadenza annuale. È stato votato dai tennisti come miglior torneo di categorie diverse nel 1997 e nel 2002. L'edizione del 2020 è stata disputata nel mese di settembre a causa della pandemia di COVID-19.
Guillermo Vilas con quattro titoli vinti detiene il record nel singolare, mentre Emilio Sánchez con 5 trofei è il primatista nel doppio.

## Albo d'oro
| Legenda             |
| Circuito maggiore   |
| Circuito Challenger |

### Singolare
| Anno | Campione                              | Finalista              | Punteggio                  |
| ---- | ------------------------------------- | ---------------------- | -------------------------- |
| 1945 | John Dennis                           |                        |                            |
| 1946 | Kurt Egert                            |                        |                            |
| 1947 | Franz Weizs                           |                        |                            |
| 1948 | Lubomir Czaikovsky                    |                        |                            |
| 1949 | Willi Stingl                          | Lubomir Czaikovsky     | 6–1, 6–2, 6–3              |
| 1950 | Lubomir Czaikovsky                    |                        |                            |
| 1951 | Fred Huber                            | Milan Branovic         | 6–3, 6–3                   |
| 1952 | Milan Petrović                        |                        |                            |
| 1953 | Non disputato                         | Non disputato          | Non disputato              |
| 1954 | Malcolm Fox                           |                        |                            |
| 1955 | Milan Petrović                        |                        |                            |
| 1956 | Milan Branović                        |                        |                            |
| 1957 | Trevor Fancutt                        |                        |                            |
| 1958 | Jacques Brichant                      |                        |                            |
| 1959 | Budge Patty                           |                        |                            |
| 1960 | Pierre Darmon                         | Roy Emerson            |                            |
| 1961 | Roy Emerson                           | Rod Laver              | 6–3, 6–3, 3–6, 0–6, 6–2    |
| 1962 | Christian Kuhnke (1)                  |                        |                            |
| 1963 | Christian Kuhnke (2)                  |                        |                            |
| 1964 | Christian Kuhnke (3)                  |                        |                            |
| 1965 | Wilhelm Bungert (1)                   |                        |                            |
| 1966 | Wilhelm Bungert (2)                   |                        |                            |
| 1967 | Martin Mulligan (1)                   | Wilhelm Bungert        | 6–2, 6–2, 2–6, 6–4         |
| 1968 | Martin Mulligan (2)                   | Wilhelm Bungert        | 6–2, 6–2, 6–3              |
| 1969 | Manuel Santana                        | Manuel Orantes         | 6–4, 6–2, 6–3              |
| 1970 | Željko Franulović                     | John Alexander         | 6–4, 9–7, 6–4              |
| 1971 | Clark Graebner vs. Manuel Orantes (1) |                        | titolo condiviso           |
| 1972 | Colin Dibley                          | Dick Crealy            | 6–1, 6–3, 6–4              |
| 1973 | Manuel Orantes (2) vs. Raúl Ramírez   |                        | Titolo condiviso           |
| 1974 | Balázs Taróczy                        | Onny Parun             | 6–1, 6–4, 6–4              |
| 1975 | Adriano Panatta                       | Jan Kodeš              | 2–6, 6–2, 7–5, 6–4         |
| 1976 | Manuel Orantes (3)                    | Jan Kodeš              | 7–6, 6–2, 7–6              |
| 1977 | Guillermo Vilas (1)                   | Jan Kodeš              | 5–7, 6–2, 4–6, 6–3, 6–2    |
| 1978 | Chris Lewis                           | Vladimír Zedník        | 6–1, 6–4, 6–0              |
| 1979 | Vitas Gerulaitis                      | Pavel Složil           | 6–2, 6–2, 6–4              |
| 1980 | Guillermo Vilas (2)                   | Ivan Lendl             | 6–3, 6–2, 6–2              |
| 1981 | John Fitzgerald                       | Guillermo Vilas        | 3–6, 6–3, 7–5              |
| 1982 | Guillermo Vilas (3)                   | Marcos Hocevar         | 7–6, 6–1                   |
| 1983 | Guillermo Vilas (4)                   | Henri Leconte          | 7–6, 4–6, 6–4              |
| 1984 | José Higueras                         | Víctor Pecci           | 7–5, 3–6, 6–1              |
| 1985 | Pavel Složil                          | Michael Westphal       | 7–5, 6–2                   |
| 1986 | Miloslav Mečíř                        | Andrés Gómez           | 6–4, 4–6, 6–1, 2–6, 6–3    |
| 1987 | Emilio Sánchez (1)                    | Miloslav Mečíř         | 6–4, 6–1, 4–6, 6–1         |
| 1988 | Kent Carlsson                         | Emilio Sánchez         | 6–1, 6–1, 4–6, 4–6, 6–3    |
| 1989 | Emilio Sánchez (2)                    | Martín Jaite           | 7–6(7), 6–1, 2–6, 6–2      |
| 1990 | Horacio de la Peña                    | Karel Nováček          | 6–4, 7–6(4), 2–6, 6–2      |
| 1991 | Karel Nováček                         | Magnus Gustafsson      | 7–6(2), 7–6(4), 6–2        |
| 1992 | Pete Sampras                          | Alberto Mancini        | 6–3, 7–5, 6–3              |
| 1993 | Thomas Muster                         | Javier Sánchez         | 6–3, 7–5, 6–4              |
| 1994 | Goran Ivanišević                      | Fabrice Santoro        | 6–2, 4–6, 4–6, 6–3, 6–2    |
| 1995 | Albert Costa (1)                      | Thomas Muster          | 4–6, 6–4, 7–6(3), 2–6, 6–4 |
| 1996 | Alberto Berasategui                   | Àlex Corretja          | 6–2, 6–4, 6–4              |
| 1997 | Filip Dewulf                          | Julián Alonso          | 7–6(2), 6–4, 6–1           |
| 1998 | Albert Costa (2)                      | Andrea Gaudenzi        | 6–2, 1–6, 6–2, 3–6, 6–1    |
| 1999 | Albert Costa (3)                      | Fernando Vicente       | 7–5, 6–2, 6(5)–7, 7–6(4)   |
| 2000 | Àlex Corretja (1)                     | Emilio Benfele Álvarez | 6–3, 6–1, 3–0 ritiro       |
| 2001 | Nicolás Lapentti                      | Albert Costa           | 1–6, 6–4, 7–5, 7–5         |
| 2002 | Àlex Corretja (2)                     | Juan Carlos Ferrero    | 6–4, 6–1, 6–3              |
| 2003 | Guillermo Coria                       | Nicolás Massú          | 6–1, 6–4, 6–2              |
| 2004 | Nicolás Massú                         | Gastón Gaudio          | 7–6(3), 6–4                |
| 2005 | Gastón Gaudio                         | Fernando Verdasco      | 2–6, 6–2, 6–4, 6–4         |
| 2006 | Agustín Calleri                       | Juan Ignacio Chela     | 7–6(9), 6–2, 6–3           |
| 2007 | Juan Mónaco                           | Potito Starace         | 5–7, 6–3, 6–4              |
| 2008 | Juan Martín del Potro                 | Jürgen Melzer          | 6–2, 6–1                   |
| 2009 | Guillermo García López                | Julien Benneteau       | 3–6, 7–6(1), 6–3           |
| 2010 | Andreas Seppi                         | Victor Crivoi          | 6–2, 6–1                   |
| 2011 | Robin Haase (1)                       | Albert Montañés        | 6–4, 4–6, 6–1              |
| 2012 | Robin Haase (2)                       | Philipp Kohlschreiber  | 6(2)–7, 6–3, 6–2           |
| 2013 | Marcel Granollers                     | Juan Mónaco            | 0–6, 7–6(3), 6–4           |
| 2014 | David Goffin                          | Dominic Thiem          | 4–6, 6–1, 6–3              |
| 2015 | Philipp Kohlschreiber (1)             | Paul-Henri Mathieu     | 2–6, 6–2, 6–2              |
| 2016 | Paolo Lorenzi                         | Nikoloz Basilašvili    | 6–3, 6–4                   |
| 2017 | Philipp Kohlschreiber (2)             | João Sousa             | 6–3, 6–4                   |
| 2018 | Martin Kližan                         | Denis Istomin          | 6–2, 6–2                   |
| 2019 | Dominic Thiem                         | Albert Ramos Viñolas   | 7–6(0), 6–1                |
| 2020 | Miomir Kecmanović                     | Yannick Hanfmann       | 6–4, 6–4                   |
| 2021 | Casper Ruud                           | Pedro Martínez         | 6–1, 4–6, 6–3              |
| 2022 | Roberto Bautista Agut                 | Filip Misolic          | 6–2, 6–2                   |
| 2023 | Sebastián Báez                        | Dominic Thiem          | 6–3, 6–1                   |
| 2024 | Matteo Berrettini                     | Hugo Gaston            | 7–5, 6–3                   |
| 2025 | Aleksandr Bublik                      | Arthur Cazaux          | 6-4, 6-3                   |

### Doppio
| Anno | Campioni                                  | Finalisti                                 | Punteggio            |
| ---- | ----------------------------------------- | ----------------------------------------- | -------------------- |
| 1957 | Giuseppe Merlo Jaroslav Drobný            |                                           |                      |
| 1958 | Budge Patty (1) Hugh Stewart              |                                           |                      |
| 1959 | Budge Patty (2) Becker                    |                                           |                      |
| 1960 | Roy Emerson (1) William Knight            |                                           |                      |
| 1961 | Rod Laver (1) Roy Emerson (2)             |                                           |                      |
| 1962 | Rod Laver (2) Robert Howe                 |                                           |                      |
| 1963 | Ian Fletcher John Newcombe                |                                           |                      |
| 1964 | Ronald McKenzie John Stephans             |                                           |                      |
| 1965 | Owen Davidson Bill Bowrey                 |                                           |                      |
| 1966 | Mike Sangster Roger Taylor (1)            |                                           |                      |
| 1967 | Patrice Beust Daniel Contet               |                                           |                      |
| 1968 | Wilhelm Bungert Jürgen Fassbender (1)     |                                           |                      |
| 1969 | Manuel Santana Manuel Orantes             |                                           |                      |
| 1970 | John Alexander Phil Dent                  | Željko Franulović Jan Kodeš               | 10–8, 6–2, 6–4       |
| 1971 | Non disputato                             | Non disputato                             | Non disputato        |
| 1972 | Jürgen Fassbender (2) Hans-Jürgen Pohmann | Malcolm J. Anderson Geoff Masters         | 7–6, 6–4, 6–4        |
| 1973 | Jim McManus Raúl Ramírez                  | Jose Mandarino Tito Vázquez               | 6–2, 6–2, 6–3        |
| 1974 | Iván Molina Jairo Velasco, Sr.            | František Pála Balázs Taróczy             | 2–6, 7–6, 6–4, 6–4   |
| 1975 | Paolo Bertolucci Adriano Panatta          | Patrice Dominguez François Jauffret       | 6–2, 6–2, 7–6        |
| 1976 | Jiří Hřebec Jan Kodeš                     | Jürgen Fassbender Hans-Jürgen Pohmann     | 6–7, 6–2, 6–4        |
| 1977 | Buster Mottram Roger Taylor               | Colin Dowdeswell Chris Kachel             | 7–6, 6–4             |
| 1978 | Mike Fishbach Chris Lewis                 | Pavel Hutka Pavel Složil                  | 6–7, 6–4, 6–3        |
| 1979 | Željko Franulović Heinz Günthardt (1)     | Dick Crealy Antonio Zugarelli             | 6–2, 6–4             |
| 1980 | Klaus Eberhard Ulrich Marten              | Carlos Kirmayr Chris Lewis                | 6–4, 3–6, 6–4        |
| 1981 | David Carter Paul Kronk                   | Marko Ostoja Louk Sanders                 | 7–6, 6–1             |
| 1982 | Mark Edmondson Kim Warwick                | Rod Frawley Pavel Složil                  | 4–6, 6–4, 6–3        |
| 1983 | Wojciech Fibak Pavel Složil               | Colin Dowdeswell Zoltán Kuhárszky         | 7–5, 6–2             |
| 1984 | Henri Leconte Pascal Portes               | Colin Dowdeswell Wojciech Fibak           | 2–6, 7–6, 7–6        |
| 1985 | Emilio Sánchez (1) Sergio Casal (1)       | Paolo Canè Claudio Panatta                | 6–3, 3–6, 6–2        |
| 1986 | Heinz Günthardt (2) Tomáš Šmíd            | Hans Gildemeister Andrés Gómez            | 4–6, 6–3, 7–6        |
| 1987 | Emilio Sánchez (2) Sergio Casal (2)       | Miloslav Mečíř Tomáš Šmíd                 | 7–6, 7–6             |
| 1988 | Emilio Sánchez (3) Sergio Casal (3)       | Joakim Nyström Claudio Panatta            | 6–4, 7–5             |
| 1989 | Emilio Sánchez (4) Javier Sánchez (1)     | Petr Korda Tomáš Šmíd                     | 7–5, 7–6             |
| 1990 | Javier Sánchez (2) Éric Winogradsky       | Francisco Clavet Horst Skoff              | 7–6, 6–2             |
| 1991 | Tomás Carbonell Francisco Roig            | Pablo Arraya Dmitrij Poljakov             | 6–7, 6–2, 6–4        |
| 1992 | Sergio Casal (4) Emilio Sánchez (5)       | Horacio de la Peña Vojtěch Flégl          | 6–1, 6–2             |
| 1993 | Juan Garat Roberto Saad                   | Marius Barnard Tom Mercer                 | 4–6, 6–3, 3–6        |
| 1994 | David Adams Andrej Ol'chovskij            | Sergio Casal Emilio Sánchez               | 6–7, 6–3, 7–5        |
| 1995 | Francisco Montana Greg Van Emburgh        | Jordi Arrese Wayne Arthurs                | 6–7, 6–3, 7–6        |
| 1996 | Libor Pimek Byron Talbot                  | David Adams Menno Oosting                 | 7–6(5), 6–3          |
| 1997 | Wayne Arthurs Richard Fromberg            | Thomas Buchmayer Thomas Strengberger      | 6–4, 6–3             |
| 1998 | Tom Kempers Daniel Orsanic                | Joshua Eagle Andrew Kratzmann             | 6–3, 6–4             |
| 1999 | Chris Haggard Peter Nyborg                | Álex Calatrava Dušan Vemić                | 6–3, 6(4)–7, 7–6(4)  |
| 2000 | Pablo Albano Cyril Suk (1)                | Joshua Eagle Andrew Florent               | 6–3, 3–6, 6–3        |
| 2001 | Àlex Corretja Luis Lobo                   | Simon Aspelin Andrew Kratzmann            | 6–1, 6–4             |
| 2002 | Robbie Koenig Thomas Shimada              | Lucas Arnold Ker Àlex Corretja            | 7–6(3), 6–4          |
| 2003 | Martin Damm Cyril Suk (2)                 | Jürgen Melzer Alexander Peya              | 6–4, 6–4             |
| 2004 | František Čermák (1) Leoš Friedl (1)      | Lucas Arnold Ker Martín García            | 6–3, 7–5             |
| 2005 | Leoš Friedl (2) Andrei Pavel              | Christophe Rochus Olivier Rochus          | 6–2, 6(5)–7, 6–0     |
| 2006 | Philipp Kohlschreiber Stefan Koubek       | Oliver Marach Cyril Suk                   | 6–2, 6–3             |
| 2007 | Luis Horna Potito Starace                 | Tomas Behrend Christopher Kas             | 7–6(4), 7–6(5)       |
| 2008 | James Cerretani Victor Hănescu            | Lucas Arnold Ker Olivier Rochus           | 6–3, 7–5             |
| 2009 | Marcelo Melo André Sá                     | Andrei Pavel Horia Tecău                  | 6(9)–7, 6–2, [10–7]  |
| 2010 | Dustin Brown Rogier Wassen                | Hans Podlipnik-Castillo Max Raditschnigg  | 3–6, 7–5, [10–7]     |
| 2011 | Daniele Bracciali Santiago González       | Franco Ferreiro André Sá                  | 7–6(1), 4–6, [11–9]  |
| 2012 | František Čermák (2) Julian Knowle        | Dustin Brown Paul Hanley                  | 7–6(4), 3–6, [12–10] |
| 2013 | Martin Emmrich Christopher Kas            | František Čermák Lukáš Dlouhý             | 6–4, 6–3             |
| 2014 | Henri Kontinen Jarkko Nieminen            | Daniele Bracciali Andrej Golubev          | 6–1, 6–4             |
| 2015 | Nicolás Almagro Carlos Berlocq            | Robin Haase Henri Kontinen                | 5–7, 6–3, [11–9]     |
| 2016 | Wesley Koolhof Matwé Middelkoop           | Dennis Novak Dominic Thiem                | 2–6, 6–3, [11–9]     |
| 2017 | Pablo Cuevas Guillermo Durán              | Hans Podlipnik-Castillo Andrėj Vasileŭski | 6–4, 4–6, [12–10]    |
| 2018 | Roman Jebavý Andrés Molteni               | Daniele Bracciali Federico Delbonis       | 6–2, 6–4             |
| 2019 | Philipp Oswald Filip Polášek              | Sander Gillé Joran Vliegen                | 6–4, 6–4             |
| 2020 | Austin Krajicek Franko Škugor             | Marcel Granollers Horacio Zeballos        | 7–6(5), 7–5          |
| 2021 | Alexander Erler (1) Lucas Miedler (1)     | Roman Jebavý Matwé Middelkoop             | 7–5, 7–6(5)          |
| 2022 | Lorenzo Sonego Pedro Martínez             | Michael Venus Tim Pütz                    | 5–7, 6–4, [10–8]     |
| 2023 | Alexander Erler (2) Lucas Miedler (2)     | Gonzalo Escobar Oleksandr Nedovjesov      | 6–4, 6–4             |
| 2024 | Alexander Erler (3) Andreas Mies          | Constantin Frantzen Hendrik Jebens        | 6–3, 3–6, [10–6]     |
| 2025 | Petr Nouza Patrik Rikl                    | Neil Oberleitner Joel Schwärzler          | 1-6, 7-6(3), [10-5]  |